# Native
Een native applicatie is een programma dat specifiek ontwikkeld en geïmplementeerd is voor het gegeven model, microprocessor of besturingssysteem. Hiertegenover staat emulatie en compatibiliteitsmodus (beide doen alsof ze iets anders zijn). Native uitvoeren van software komt het meest voor, omdat software voor een bepaald besturingssysteem al native is omdat het ontwikkeld is voor dat specifieke besturingssysteem.

## Voorbeeld
- Een programma dat voor Mac OS X ontwikkeld is (zoals Finder) draait op Mac OS X.

## Tegenvoorbeeld: emulatie
- Een Linux-applicatie moet gestart worden op Windows. Hiervoor kan VirtualBox geïnstalleerd worden, die als emulator werkt tussen het gastbesturingssysteem en het hostbesturingssysteem (het besturingssysteem waarop VirtualBox werkt).